# Паоладоче (Потенца)
Паоладоче (итал. Paoladoce) је насеље у Италији у округу Потенца, региону Базиликата.
Према процени из 2011. у насељу је живело 115 становника. Насеље се налази на надморској висини од 895 м.